# John Atkinson
John Atkinson, född 29 oktober 1963, är en australisk friidrottare. Han deltog vid olympiska sommarspelen 1984.